# Physemocecis
Physemocecis is een muggengeslacht uit de familie van de galmuggen (Cecidomyiidae).

## Soorten
- P. hartigi (Liebel, 1892)
- P. ulmi - iepenvlekgalmug (Kieffer, 1909)